# Park Edwarda VII
Park Edwarda VII (port: Parque Eduardo VII) – publiczny park w Lizbonie, w Portugalii. Park zajmuje powierzchnię 26 hektarów, na północ od Avenida da Liberdade i Praça do Marquês de Pombal, w centrum miasta. Jego nazwa jest hołdem dla Edwarda VII, króla Zjednoczonego Królestwa, który odwiedził Portugalię w 1902 roku w celu wzmocnienia stosunków między obu krajami. Co roku odbywają się tu Lizbońskie Targi Książki. Na terenie parku Edwarda VII znajduje się Estufa Fria, największa szklarnia w Lizbonie i pawilon Carlosa Lopesa. 